# Sugnens
Sugnens (toponimo francese) è una frazione di 308 abitanti del comune svizzero di Montilliez, nel Canton Vaud (distretto del Gros-de-Vaud).

## Storia

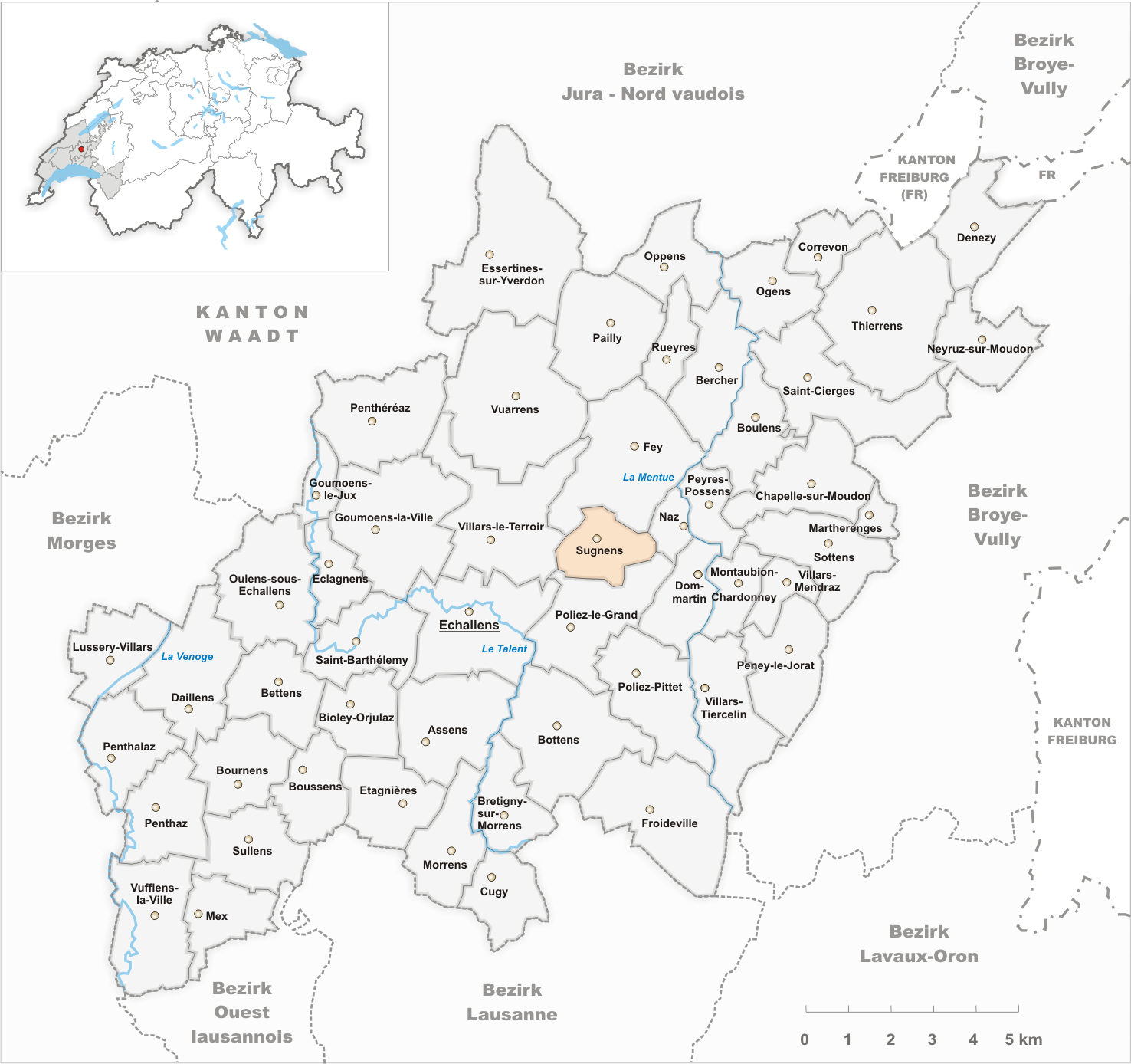
Il territorio del comune di Sugnens prima degli accorpamenti comunali del 2011

Già comune autonomo che si estendeva per 2,69 km² e che comprendeva anche le frazioni di Monteilly e Pré Morex, nel 2011 è stato accorpato agli altri comuni soppressi di Dommartin, Naz e Poliez-le-Grand per formare il nuovo comune di Montilliez.

## Monumenti e luoghi d'interesse
- Chiesa riformata, attestata dal 1228[1].

## Società

### Evoluzione demografica
L'evoluzione demografica è riportata nella seguente tabella:
Abitanti censiti

## Infrastrutture e trasporti

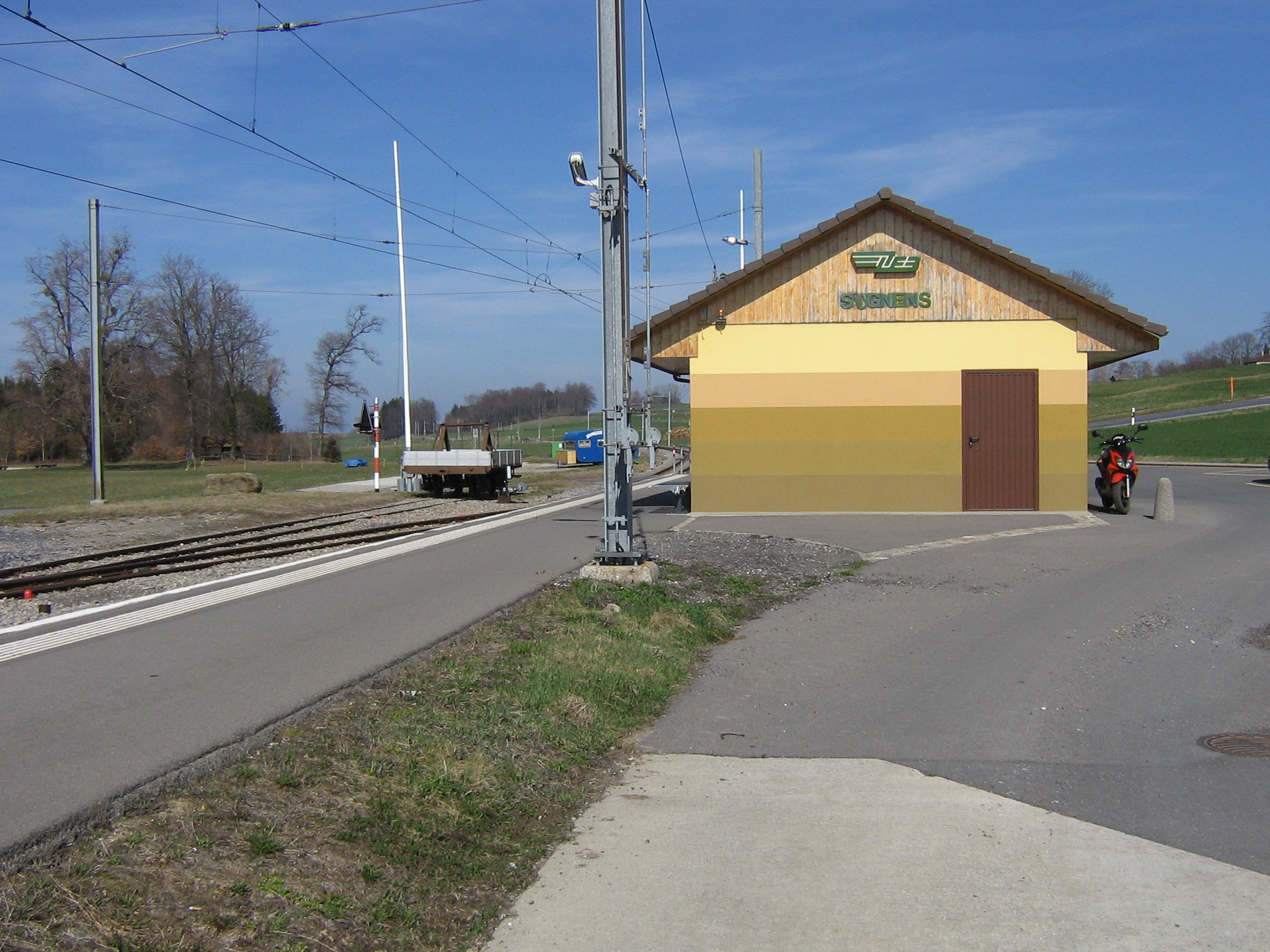
La stazione di Sugnens

Sugnens è servito dall'omonima stazione, sulla ferrovia Losanna-Echallens-Bercher.

## Amministrazione
Ogni famiglia originaria del luogo fa parte del cosiddetto comune patriziale e ha la responsabilità della manutenzione di ogni bene ricadente all'interno dei confini della frazione.